# غاري سوليفان (مهندس)
غاري سوليفان (بالإنجليزية: Gary Sullivan)‏ هو مهندس أمريكي، ولد في 1960 في لويفيل في الولايات المتحدة.